# Bloodsuckers (2005)
Bloodsuckers ist ein kanadischer Fernsehfilm für den Sender Syfy. Regie bei diesem 2005 produzierten Horrorfilm mit Science-Fiction-Elementen führte Matthew Hastings.

## Handlung
Im Jahr 2205 sind die Ressourcen der Erde aufgebraucht. Die Menschheit breitet sich im Weltraum aus. Bei dieser Expansion stieß sie allerdings auf eine Reihe von außerirdischen Lebensformen mit vampirischen Eigenschaften, die die Menschen als Nahrung benötigen. Um diese Bedrohung zu vernichten, wird eine Reihe von militärischen Elitekämpfern mit dem Namen V-San (Vampire Sanitation) ausgesendet, deren Aufgabe es ist, Vampirclans in der Galaxis auszulöschen.
Das Team des Raumschiffs Heironymous besteht aus Captain Churchill, den beiden Draufgängern Rosa und Roman, der Halbvampirin Quintana und dem Neuling Damian. Als der Captain bei einem Einsatz auf Basra 14 ums Leben kommt, wird ausgerechnet Damian zum Captain ernannt, der nun damit beschäftigt ist, die Streitereien der Crew zu beenden. Zu allem Überfluss gibt ihm die Crew noch die Schuld an dem Tod des Captains. Von Basra 14 bringen sie Fiona Kennedy, eine Wissenschaftlerin, zu einer nahegelegenen Transitstation. Kurze Zeit später wird diese Station von einem parasitenähnlichen Vampir ausgelöscht. Der Verdacht fällt auf Fiona.
Damian kann seine Crew überzeugen, die Frau auf ihrer Flucht zu verfolgen. Fiona gehört einer Art „Greenpeace“ für Vampire an und hat sich mit dem Vampir Mucus verbündet. Auf einem Wüstenplaneten stellen Fiona und Mucus der Crew eine Falle. Damian muss gegen Churchill, der zwischenzeitlich ein Vampir wurde, antreten. Mit Hilfe der Crew kann er sowohl Churchill als auch Mucus töten.

## Hintergrund
Die verschiedenen Vampirrassen sind Referenzen an Horrorfilmklassiker. Sie tragen die Bezeichnungen Leatherface (Blutgericht in Texas), Voorhees (Freitag der 13.) und Nosferati (Nosferatu – Eine Symphonie des Grauens). Die Cast des Films setzt sich zusammen aus bekannten TV-Schauspielern wie Joe Lando, Dominic Zamprogna, Natassia Malthe und Michael Ironside.

## Veröffentlichung
Bloodsuckers ist eine Produktion des kanadischen Senders Syfy und wurde zum ersten Mal am 30. Juli 2005 ausgestrahlt. Die US-amerikanische DVD erschien ein Jahr später unter dem Titel Vampire Wars: Battle for the Universe. Die deutschsprachige Synchronfassung erschien am 23. März 2006 als DVD.

## Kritiken
Nach Ansicht vieler Kritiker ist die TV-Produktion ein Film, der nicht nur auf Grund des geringen Budgets wenig überzeugen kann. Insbesondere die Leistung von Michael Ironside als Bösewicht Mucus könne kaum überzeugen und bliebe hinter den Erwartungen zurück.
Allerdings bezeichnen einige Kritiker Bloodsuckers dennoch als eine der wenigen Eigenproduktionen von Syfy, die unterhalten können, was vor allem an der ungewöhnlichen Charakterzeichnung, der interessanten Story und den überraschend hart ausgefallenen Splattereffekten läge. Das Lexikon des internationalen Films bezeichnete den Film daher auch als „selbstironische[n] Science-Fiction-Horror, der auf gehobenem Fernseh-Niveau unterhält.“

„Man darf diesen Film auf keinen Fall unterschätzen, auch wenn Cover und Inhaltsangabe nicht wirklich viel versprechen. "Bloodsuckers" kann der vergleichbaren "Blade"-Trilogie letztendlich dann auch nicht das Wasser reichen, sollte deren Fans aber eigentlich komplett begeistern. Schließlich wird hier auch bis zum Exzess (wenn auch mit einigen größeren Unterbrechungen) gemetzelt, und dies auf immerzu auf höchst annehmbaren Niveau. Für eine TV-Produktion aus diesem Genre ist "Bloodsuckers" indes sogar richtig klasse geworden. B-Ware sieht jedenfalls gänzlich anders aus...“